# Walter Heitz
Walter Heitz (ur. 8 grudnia 1878 w Berlinie, zm. 9 lutego 1944 w Moskwie) – niemiecki generał pułkownik z okresu II wojny światowej, odznaczony Krzyżem Rycerskim z Liśćmi Dębu.

## Życiorys
W dniu 7 marca 1898 wstąpił do armii jako kandydat na oficera do 36 pułku artylerii polowej. Następnie służy w 72 pułku artylerii polowej Hochmeister. W latach 1901–1903 ukończył szkołę artylerii i inżynieryjną. Po jej ukończeniu jest adiutantem 2 batalionu 72 pułku artylerii polowej, a od 1908 roku adiutantem 72 pułku artylerii polowej.
Po wybuchu I wojny światowej początkowo jest szefem baterii w 4 batalionie 72 pułku artylerii polowej a od grudnia 1916 roku dowódcą 4 batalionu w 36 pułku artylerii polowej, którym dowodzi do 1918 roku. Następnie jest dowódcą batalionu w 72 pułku artylerii polowej do października 1919 roku.
Po zakończeniu I wojny światowej pozostał w wojsku i został instruktorem w szkole artylerii w Jüterbog. Od 1922 roku jest inspektorem artylerii w ministerstwie Reichswehry i funkcję tę pełni do 1927 roku. Później jest dowódcą 1 batalionu 4 pułku artylerii i komendantem szkoły strzelań artyleryjskich w Jüterbog. W 1931 roku przechodzi do sztabu 1 pułku artylerii, a po kilku miesiącach został komendantem twierdzy Königsberg, tę funkcję pełni do 1936 roku. W 1936 roku został Przewodniczącym Sądu Wojskowego Rzeszy i funkcję tę pełnił do 1939 roku.
W dniu 11 września 1939 roku został komendantem utworzonego z terenów Wolnego Miasta Gdańsk i ziem polskich korytarza pomorskiego XX Okręgu Wojskowego Gdańsk – Prusy Zachodnie. Funkcję tę sprawował do 23 października 1939.
W dniu 25 października 1939 roku został dowódcą VIII Korpusu Armijnego. Jako dowódca tego korpusu bierze udział w kampanii francuskiej w 1940 rok, a następnie w ataku na ZSRR w składzie Grupy Armii „Środek”  na kierunku Białystok – Smoleńsk. W październiku 1941 roku korpus wycofano do uzupełnienia na teren Francji, a w marcu 1942 roku wraca na front wschodni i wchodzi w skład Grupy Armii „Południe”, a następnie bierze udział w bitwie stalingradzkiej.
W dniu 31 stycznia 1943 roku dostał się do niewoli radzieckiej wraz z resztkami oddziałów VIII Korpusu Armijnego otoczonych w Stalingradzie. Osadzony został w obozie jenieckim w Krasnogorsku. W lutym 1944 roku zachorował i po przewiezieniu do szpitala w Moskwie zmarł.

## Awanse
- podporucznik (Leutnant) (18 sierpnia 1899)
- porucznik (Oberleutnant) (17 września 1909)
- kapitan (Hauptmann) (1 października 1913)
- major (Major) (1 kwietnia 1922)
- podpułkownik (Oberstleutnant) (1 listopada 1927)
- pułkownik (Oberst) (1 lutego 1930)
- generał major (Generalmajor) (1 lutego 1933)
- generał lejtnant (Generalleutnant) (1 października 1934)
- generał artylerii (General der Artillerie) (1 kwietnia 1937)
- generał pułkownik (Generaloberst) (30 stycznia 1943)

## Odznaczenia
- Krzyż Rycerski z liśćmi dębu (21 grudnia 1942)
- Krzyż Rycerski (4 września 1940)
- Krzyż Żelazny kl. I (1914)
- Krzyż Żelazny kl. II (1914)
- Okucia do Krzyża Żelaznego kl. I (19 maja 1940)[2]
- Okucia do Krzyża Żelaznego kl. II (10 października 1939)
- Krzyż Rycerski Orderu Rodu Hohenzollernów z mieczami
- Krzyż Niemiecki w Złocie (22 kwietnia 1942)
- Hamburski Krzyż Hanzeatycki
- Krzyż Honorowy Weterana I wojny światowej